# Aplonobia lootsi
Aplonobia lootsi är en spindeldjursart som beskrevs av Meyer 1974. Aplonobia lootsi ingår i släktet Aplonobia och familjen Tetranychidae. Inga underarter finns listade i Catalogue of Life.